# Zákon svatosti

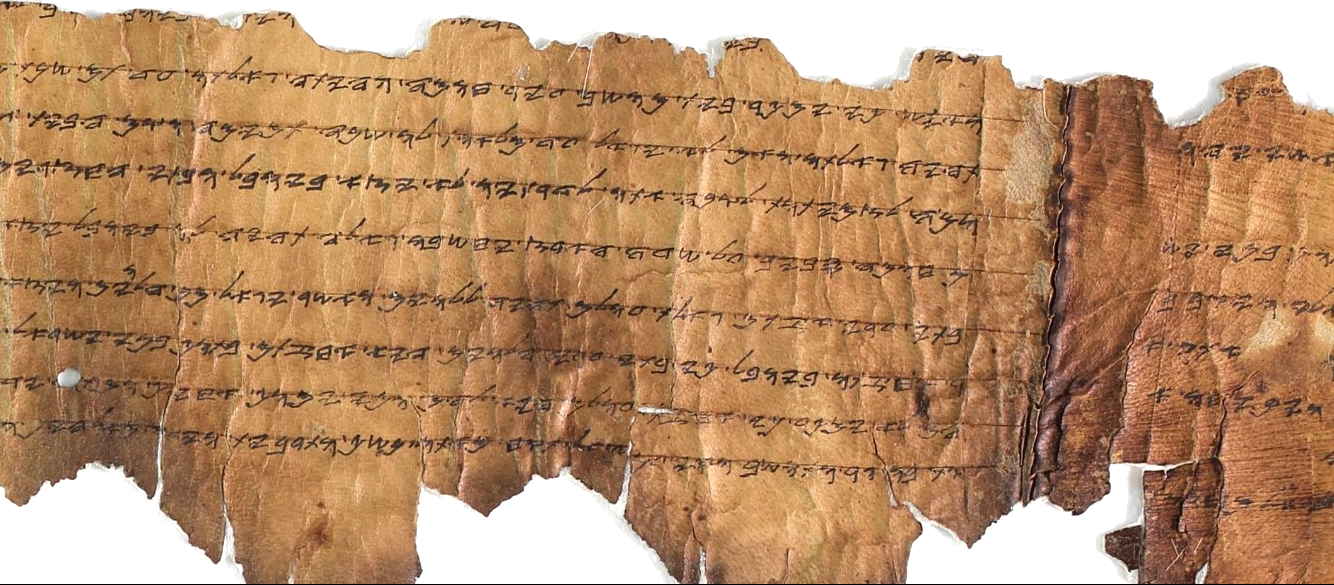
Svitek Levitikus, vystaven Izraelskou autoritou pro památky, Jeruzalém

Jako zákon svatosti se označuje celek kapitol 17–26 starozákonní knihy Levitikus. Jedná se o relativně samostatný zákoník, včleněný do textu Pentateuchu. Pro zákon svatosti se používá označení H. Svůj název dostal tento zákoník podle často v různých obměnách opakované výzvy Buďte svatí, neboť já Hospodin, váš Bůh, jsem svatý (19,2). Základem všech zákonů je zde svatost Boží, kvůli které má Izrael zákony zachovávat. Snad nejčastější formulací Boží svatosti je prosté, absolutní tvrzení (neboť) já jsem Hospodin.
Biblická kritika považuje zákon svatosti za součást tzv. kněžského kodexu (P), přičemž názory na vzájemný vztah těchto dvou celků se různí. Podle převládajícího názorového směru představuje H samostatný starší dokument, který byl použit při sestavování kněžského kodexu. Existují však i práce dokládající, že H vznikl později a byl do P dodatečně doplněn. Co se datace týče, Julius Wellhausen datuje oba dokumenty do doby poexilní, stejně tak většina biblistů, kteří z něj vycházejí. V novější době se však objevují teorie (Kaufman, Friedman), které kladou původ obou dokumentů do doby prvního chrámu.